# Alicher Navoi

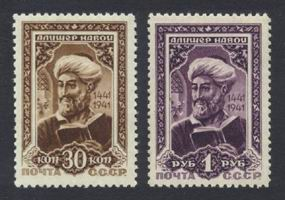
Selo soviético de 1942 comemorativo do 500.º aniversário do nascimento de Alicher Navoi

Nizamadim Ali-Xir Heraui (Nizām-al-Din ʿAli-Shir Herawī), Alicher Navoi ou Ali-Xir Navai (em usbeque: Alisher Navoiy; em chagatai e persa: نظام‌الدین علی‌شیر نوایی; romaniz.: Nizamuddin Ali Shir Nawai; 9 de fevereiro de 1441 — 3 de janeiro de 1501), conhecido como autor literário principalmente como Nava'i, foi um poeta, escritor, político, linguista, pintor e místico sufista do ramo maturidita do hanafismo que é considerado um maior expoente da literatura em língua chagatai, embora também tenha escrito algumas obras em persa, sob o pseudónimo de Fāni e (muito poucas) em árabe. Era de etnia turca e acreditava que o chagatai e outras línguas turcas eram superiores ao persa para fins literários, um ponto de vista incomum no seu tempo, que defendeu na sua obra “Muhakemetü'l-Lugateyn” (literalmente: "Comparação das Duas Línguas" ou "Julgamento entre as Duas Línguas"), baseando a sua opinião na maior riqueza e maleabilidade do léxico turco em relação ao persa.
Nos países e comunidades turcófonas, Nava'i é frequentemente considerado por muitos como o fundador da literatura em turco, embora em rigor esta já existisse vários séculos antes do seu nascimento. De facto, a ele se deve a inclusão do turco na lista restrita das maiores línguas literárias do mundo e a padronização da língua chagatai, que durante muitos séculos teve o mesmo papel entre os turcófonos que o latim teve nas culturas com línguas românicas. Como poeta, continua a ser especialmente popular e reverenciado nos países da Ásia Central, Afeganistão e no Turquestão chinês (Sinquião). Desde o período soviético que é aclamado como o poeta nacional do Usbequistão.

## Biografia
Alicher Navoi nasceu em Herate, quando esta cidade, que atualmente se encontra no noroeste do Afeganistão, era a capital do Império Timúrida. Sob o governo dos timúridas, Herate tornou-se um dos principais centros de cultura e erudição do mundo islâmico. Alicher pertencia à classe dos emires (em persa: mīr) chagatais da elite timúrida. O seu pai, Ghiyāth ud-Din Kichkina ("o Pequeno") foi um oficial superior no corte de Xaruque Mirza (r. 1405–1447), que sucedeu ao seu pai Tamerlão no trono imperial timúrida. A sua mãe foi governanta dum príncipe no palácio imperial. Ghiyāth ud-Din Kichkina foi governador de Sabzawar durante algum tempo. Após a morte do pai, quando Alicher ainda era jovem, Babur ibne Baiçungur, neto de Xaruque e governador de Coração, tomou-o a seu cargo.
O jovem Navoi foi colega de escola de Huceine Baicara, que depois seria o monarca timúrida entre 1469 e 1506. A família de Alicher foi forçada a abandonar Herate em 1447, devido à instabilidade política que se seguiu à morte de Xaruque nesse ano. A família regressou a Coração após a ordem ter sido restabelecida em 1450. Seis anos mais tarde, quando tinha 15 anos, Alicher e Huceine Baicara foram para Mexede (atualmente no Irão oriental) com Babur ibne Baysunghur. No ano seguinte Babur morreu e Alicher e Baicara separaram-se. O segundo empenhou-se em ganhar poder político, enquanto Alicher continuou os seus estudos em Mexede, Herate e Samarcanda. Após a morte do imperador Abuçaíde Mirza em 1469, Huceine Baicara tomou o poder em Herate e chamou Alicher para o seu serviço. Alicher abandonou então Samarcanda para voltar a Herate, ficando ao serviço do seu colega de estudos e imperador timúrida até à sua morte em 1501. Foi sepultado em Herate. Huceine Baicara foi ao seu funeral e ficou três dias de luto em casa, chorando o seu amigo de toda a vida. Para que os cidadãos de Herate prestassem homenagem coletivamente ao seu poeta falecido, foi organizado um banquete.
Alicher levou uma vida de estilo ascético, nunca tendo casado, tido concubinas ou filhos.

## Obras

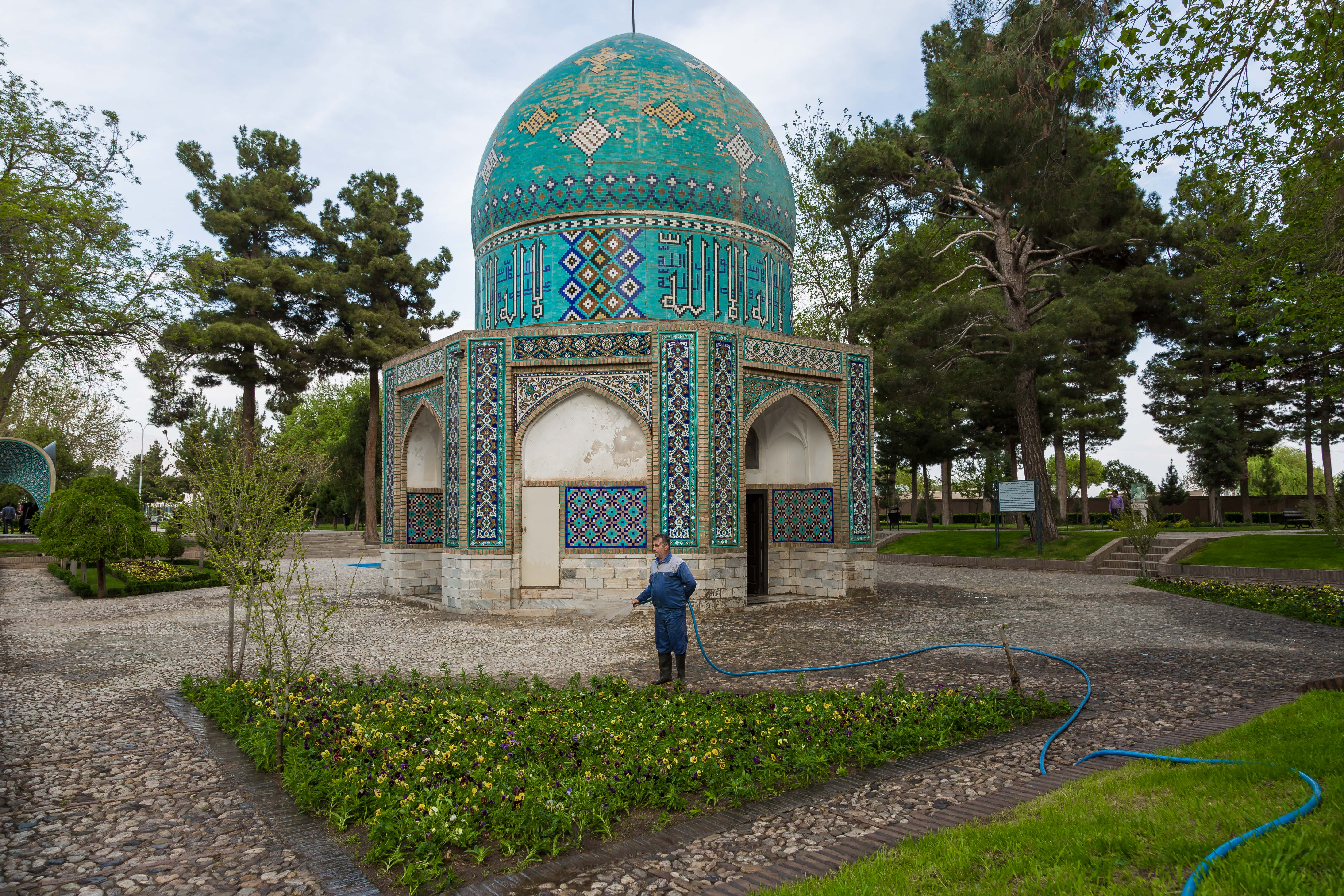
em Nixapur, Irão, uma das muitas obras dirigidas por Navoi

Pouco se sabe sobre as obras de Alicher antes de, em 1469, ter entrado ao serviço do imperador timúrida Huceine Baicara, seu companheiro de estudos na juventude. O especialista em história islâmica e da Ásia Central Barry Hoberman distingue quatro facetas de Alicher, que ele refere como "quatro Mir Ali Shir Nava'is": a do político e administrador público, a do promotor e administrador de obras públicas e privadas, a do mecenas do ensino, artes e letras e finalmente a de escritor.
Como político e oficial superior da corte imperial timúrida, Alicher foi sobretudo um conselheiro e confidente de Huceine, com quem manteve uma amizade muito próxima, apesar de por vezes complicada. Embora alguns historiadores europeus notem que ele nunca foi vizir nem teve cargos do tipo ministerial, foi alguém que deteve muito poder de facto, que esteve muito envolvido na alta política, chegou a ter alguns cargos oficiais e em algumas ocasiões a sua autoridade era comparável à dum vizir. Pelo menos uma vez, em 1479, foi governador de Herate enquanto Huceine esteve ausente. Apesar de ser certo que as atividades políticas e administrativas lhe roubavam tempo à sua óbvia paixão pelas artes e ensino, aparentemente Navoi sempre teve um sentimento genuíno de dever tanto em relação ao seus soberano como ao bem do estado.
Navoi promoveu ou dirigiu também numerosas obras de construção. Há registos de que, só em Coração, restaurou ou financiou cerca de 370 mesquitas, madraças, bibliotecas, caravançarais, hospitais e outras instituições de ensino, religiosas e de caridade em Coração. Em Herate foi o responsável por 40 caravançarais, 17 mesquitas, 10 mansões, 9 hamãs, 9 pontes e 20 reservatórios de água.
Entre as construções empreendidas por Alicher contam-se o mausoléu do poeta místico do século XIII Faridudin Attar em Nixapur e Madraça Khalasiya em Herate. Foi um dos principais con contribuidores para a arquitetura de Herate, que nas palavras do historiador René Grousset se tornou "a Florença daquilo que justamente se chamou o Renascimento Timúrida". Para o financiamento destas obras, é provável que tenha usado a sua influência na corte e os sues próprios e consideráveis recursos.
Foi também um impulsionador e mecenas do ensino, das artes e das letras, músico, compositor, calígrafo, pintor, escultor e um escritor admirado e celebrado ao ponto do historiador do mundo islâmico Bernard Lewis lhe chamar "o Chaucer dos turcos". Além de ter sido um escritor prolífico e muito versátil, Alicher esteve envolvido em todas as formas de expressão criativa. Entre os seus amigos artistas ou intelectuais, alguns deles, senão todos, por si patrocinados, contam-se os historiadores persas Mircuande e o seu neto Cuandamir, os pintores de miniaturas Bezade e Xá Muzafar, os músicos Cul Maomé, Xeiqui Na'i e Huceine Udi, e o ilustre poeta persa Jami. A este último, Navoi dedicou uma composição laudatória, o Kham-sat al-Mutahayyirin ("Quinteto dos Impressionados").

### Impulsionador da literatura turca

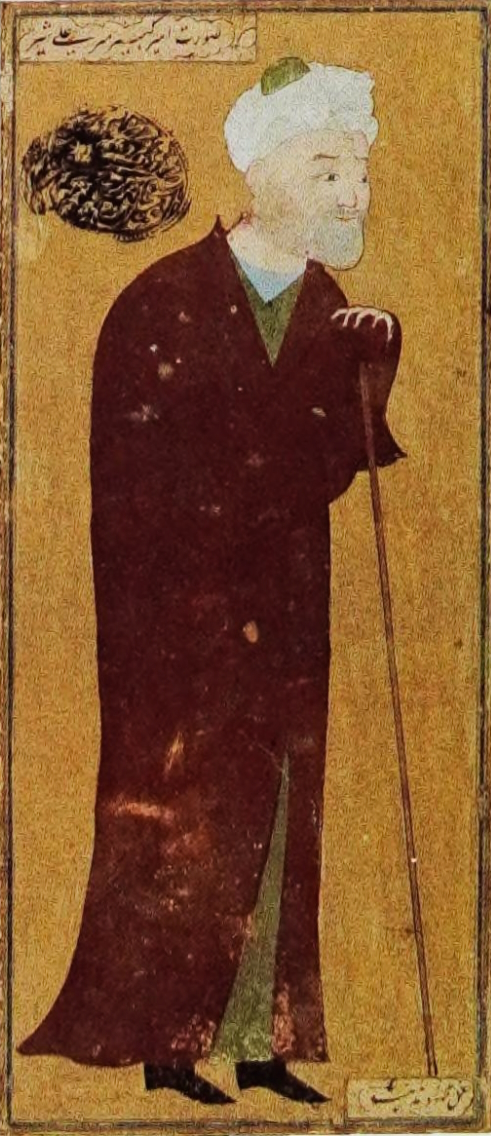
Alicher Navoi numa miniatura da escola de Herate do século XVI

Apesar da sua relevância noutros campos, Navoi é célebre e reverenciado sobretudo pelo seu papel primordial no impulso que deu à literatura em língua turca. Alicher está longe de ter sido o inventor da literatura turca, que quando ele nasceu já existia há pelo menos sete séculos, mas que antes dele era vista pelos literatos seus contemporâneos como rude e plebeia. Navoi teve um papel fundamental na padronização da língua chagatai, uma língua literária, resultante dos idiomas vernaculares turcos falados na Ásia Central e em Coração. De forma semelhante ao que ocorreu com o inglês no século XIV graças a Geoffrey Chaucer, o chagatai tornou-se uma língua literária nacional ao nível do árabe e do persa com Navoi, que foi o primeiro escritor com grande notabilidade a escrever grande parte das suas obras em turco.
Não obstante a classe dominante no Império Timúrida, a que Navoi pertencia, fosse turca ou turco-mongol, o mesmo acontecendo com uma parte considerável da população comum, na primeira metade do século XV a cultura dominante em Herate, como na generalidade dos territórios timúridas, era a persa. O brilho, esplendor e prestígio da cultura persa, da qual existiam numerosas realizações materiais na Ásia Central desde há muitos séculos, teve um forte impacto nos turcos da Ásia Central, que a adotaram completamente. Os autores de origem turca preferiam escrever em persa, a língua que era exaltada no Oriente muçulmano como a língua da cultura e do ensino, e os pintores turcos imitaram os modelos persas clássicos.
Antes do século XV era frequente que obras de caráter informal e popular fossem escritas em dialetos turcos, quer usando formas do alfabeto árabe, quer usando outros sistemas de escrita. Entre os primeiros autores relevantes pioneiros no uso de turco em obras literárias estão Sakka-ki, Lutfi, Yaqini e Gadāʾī (em usbeque: Gadoiy). Estes autores depararam-se com um problema complicadíssimo, que era escrever poesia que seguisse as regras de versificação perso-árabe numa língua que não era adequada a essas regras. Problema esse que ultrapassaram explorando habilmente toda a gama do vocabulário turco e potenciais formações gramaticais e tomando emprestadas palavras e expressões árabes e persas. Algumas obras primitivas escritas em chagatai são reconhecidamente de mérito e duradouras, nomeadamente a poesia de Lutfi. No entanto, havia muitas variações na língua dos primeiros escritores em chagatai, ao ponto de se verificarem variações de autor para autor na mesma cidade. Tudo isso mudou com Navoi, que com as suas 30 obras principais, escritas ao longo de 30 anos, conseguiu padronizar o idioma chagatai e, com a excelência inimitável da sua poesia, fez com que o turco passasse a ser aceite como um veículo literário legítimo. Navoi provou que os puristas da literatura árabe e persa estavam errados quando afirmavam que o turco era uma língua "bárbara", incapaz de expressar de forma elegante, subtil e poderosa ideias complexas e emoções elevadas.

### Principais obras literárias
Os poemas mais célebres de Nava'i encontram-se nos seus quatro divãs (em persa: divân; coleções de poemas): Ghara'ib al-Sighar ("Maravilhas da Infância"), Naivadir al-Shabab ("Testemunhos da Juventude"), Bada'i' al-Wasat ("Maravilhas da Idade Média") e Fawi'id al-Kibar ("Vantagens da Velhice"). Outros trabalhos importantes foram de índole técnica, que seriam úteis para outros poetas turcos, como o Mizan al-Awzan ("A Medida das Métricas"), um tratado detalhado sobre métricas poéticas. Foi também autor do Majalis al- Nafa'is ("Conjuntos de Homens Distintos"), uma monumental compilação composta por mais de 450 esboços biográficos de poetas mais ou menos seus contemporâneos, que é uma fonte importantíssima para os historiadores modernos da cultura timúrida.

#### Muhakemetü'l-Lugateyn
Provavelmente a obra mais apaixonada de Navoi é a última que escreveu, o “Muhakemetü'l-Lugateyn” (ou Muhakamat al-Lughatayn; literalmente: "Comparação das Duas Línguas" ou "Julgamento entre as Duas Línguas"), que terminou em dezembro de 1499, treze meses antes de morrer. Neste ensaio, é feito um apelo veemente a favor da língua turca. Com o objetivo de incitar autores de origem turca a usar o chagatai em vez do persa nos seus escritos, nessa obra Navoi esforçou-se por demonstrar a sua convicção na superioridade do turco sobre o persa como língua literária. O Muhakamat é apontado por estudiosos como «a declaração definitiva do poeta sobre o assunto que lhe é caro» e «um exemplo perfeito duma obra final de um autor que também constitui a sua última vontade e testamento.»
Na parte inicial do Muhakamat, o seu autor sugere que há quatro variedades principais de língua, cada uma delas com «muitos braços e ramos»: o árabe, o persa, o hindi e o turco. Como bom muçulmano, não contesta a supremacia suprema do árabe — «de todas as línguas, o árabe tem a maior eloquêcia e grandeza, e não há quem pense ou reclame que não seja assim.» O hindi é descartado sumariamente por soar como «o arranhar duma pena quebrada», cuja escrita «faz lembrar a pegada dum corvo». Restam então o turco e o persa, as duas línguas mais faladas em Herate e na Ásia Central muçulmana. Navoi insiste de forma repetida e enfática na superioridade do turco em relação ao persa na precisão e no vocabulário. Um dos exemplos que usa para ilustrar isso é o facto de os turcos terem uma palavra para a marca de beleza na face duma mulher, algo que não existe em persa. Outro exemplo é o facto de muitas palavras turcas terem três, quatro ou mais significados, ao passo que no persa não há palavras com essa flexibilidade. Para ilustrar a capacidade do turco para fazer distinções mais precisas do que o persa ele menciona nove palavras turcas para identificar diferentes espécies de patos, enquanto que no persa só há uma. Há numerosas páginas inteiras com este tipo de argumentos no Muhakamat.

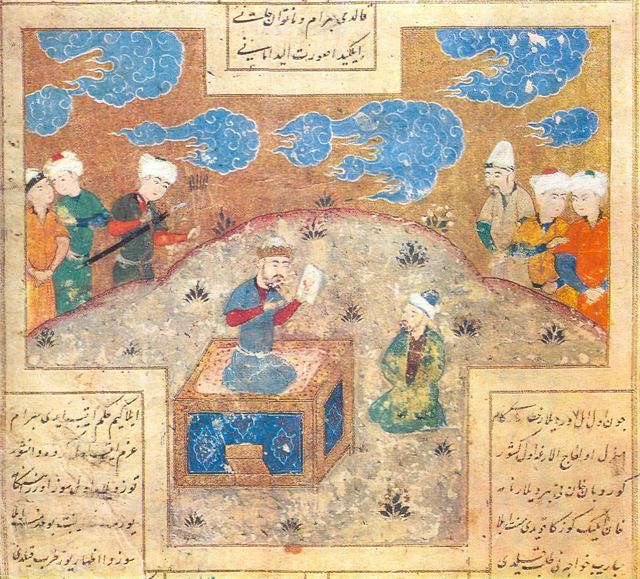
Pintura da autoria de Navoi representando Manes (Maniqueu) a mostrar um desenho seu ao rei Bukhram-Gur (Vararanes I?)
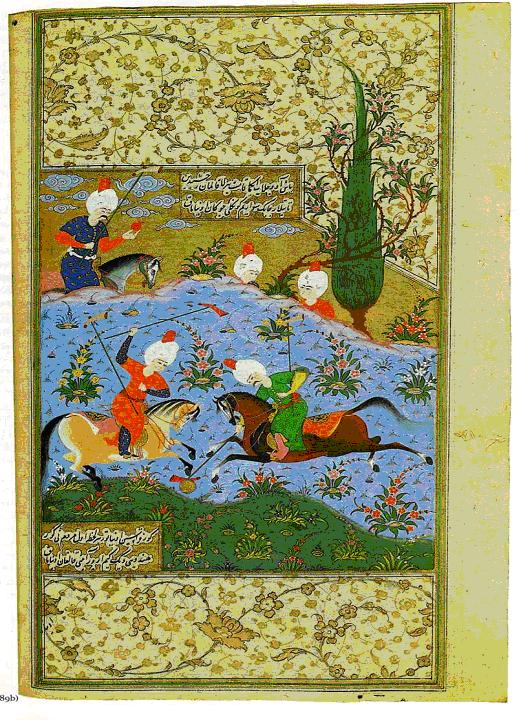
Página dum dos divãs de Nava'i num livro da biblioteca pessoal do sultão otomano Solimão, o Magnífico
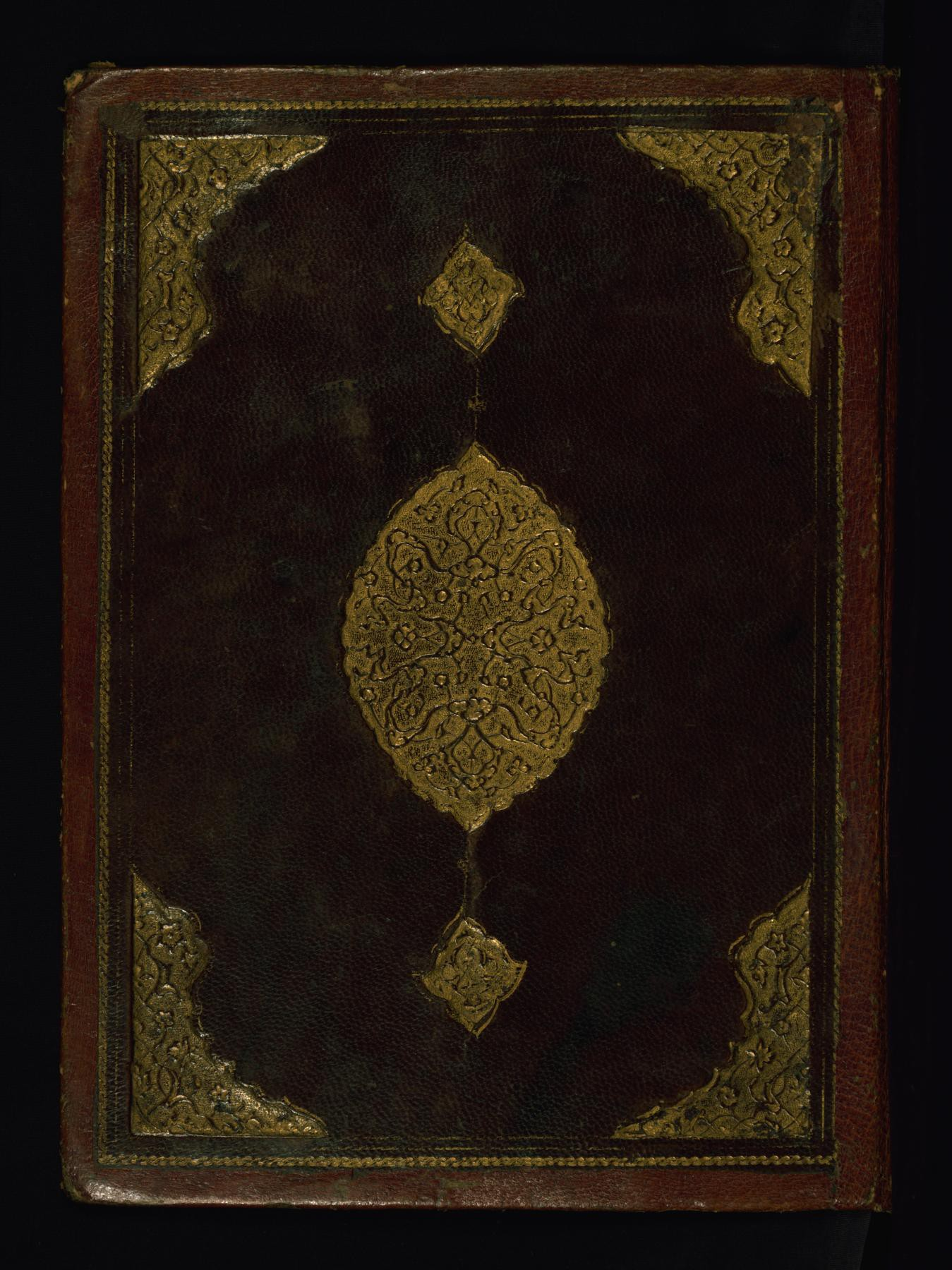
Capa duma cópia safávida do século XVI do Khamsa ("Cinco Poemas") de Nava'i no Museu de Arte Walters
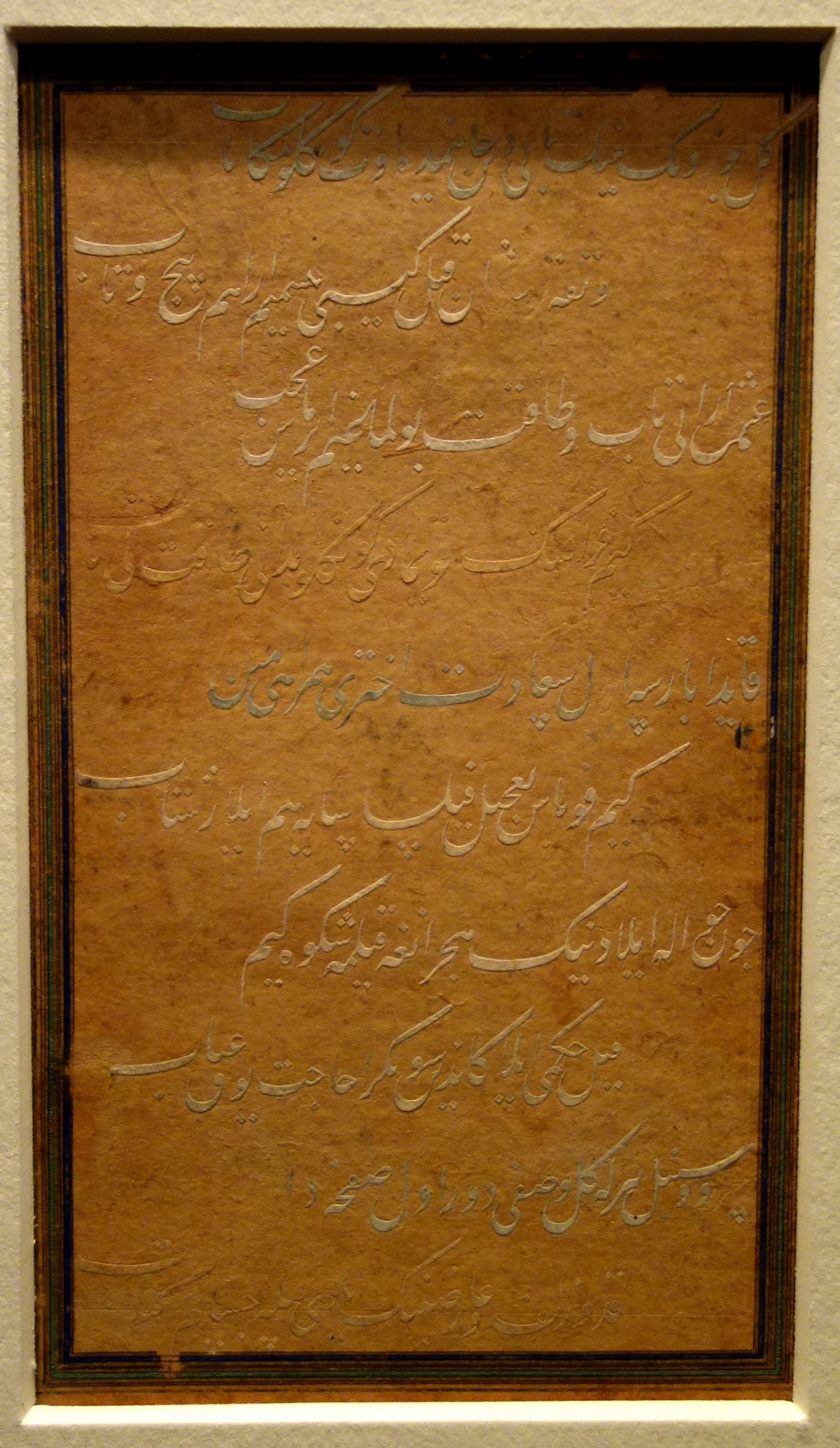
Fólio duma das obras de Nava'i do final do século XV no Cincinnati Art Museum
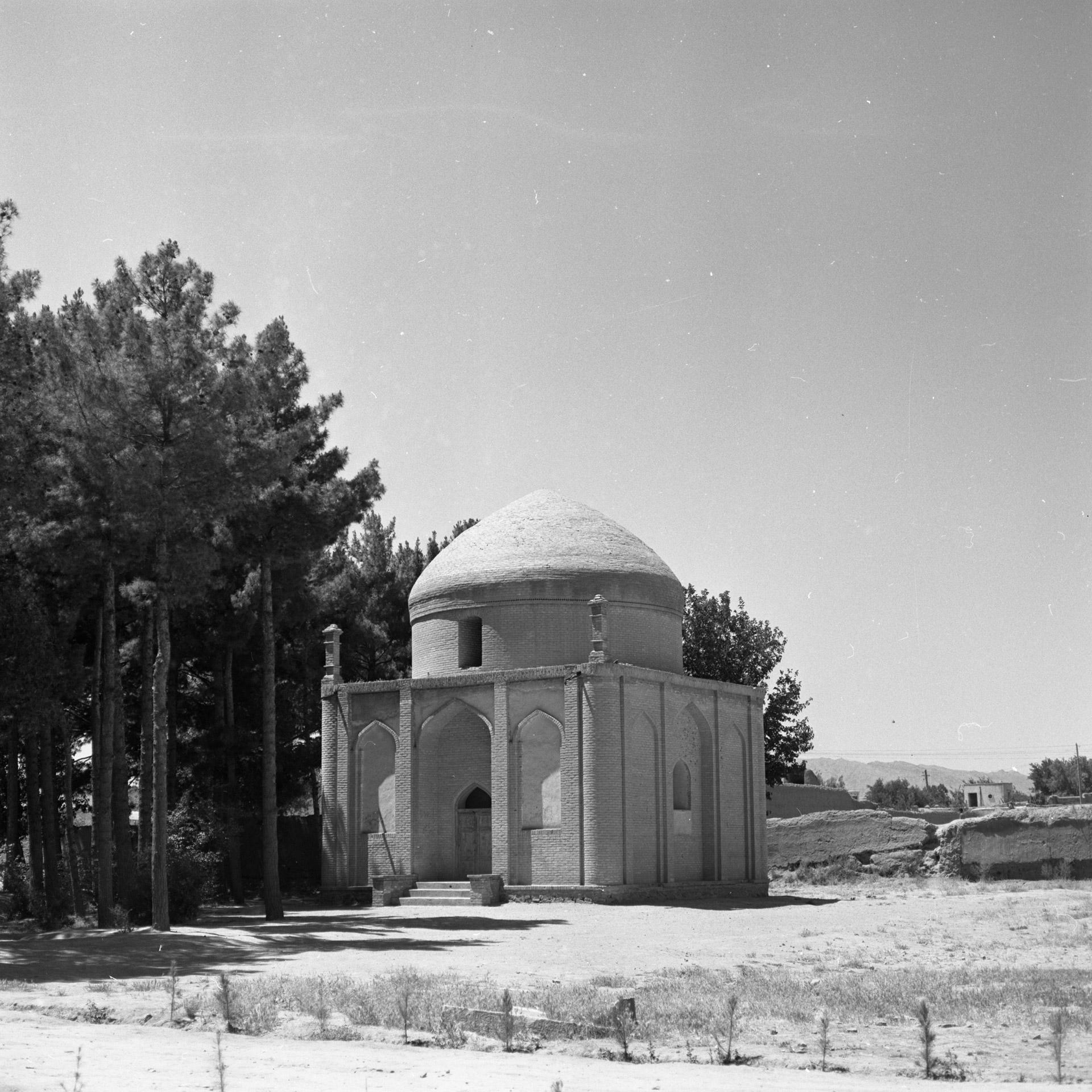
Mausoléu de Alicher Navoi em Herate

Por outro lado, Navoi reconhece que é mais difícil escrever bem em turco e ser reconhecido do que fazê-lo em persa:
| “ | O iniciante, ao encontrar dificuldade para compor, evita o turco e muda para um caminho mais fácil (ou seja, persa). Depois disso acontecer várias vezes, torna-se um hábito; e depois de se tornar hábito, o poeta acha difícil abandonar o hábito para se aventurar por um caminho mais difícil. Mais tarde, outros iniciantes, observando a conduta e as composições daqueles que os precederam, não consideram adequado desviar-se desse caminho. O resultado é que eles também escrevem os seus poemas em persa. É natural para um iniciante desejar que as suas obras sejam conhecidas por outros. Ele deseja submetê-las a estudiosos. Mas estes são falantes de persa que não estão familiarizados com o turco, e esse pensamento faz com que o poeta se intimide. Assim sendo, ele é atraído para usar o persa. Estabelece relações com outros e torna-se um deles. Assim se chegou à situação atual. | ” |

Não obstante, salienta que, apesar dos obstáculos, os poetas de origem turca devem esforçar-se por escrever em turco. Talvez para estimular os escritores novatos, Navoi relata a sua própria descoberta dos esplendores inefáveis do turco quando era jovem:
| “ | Infelizmente, é verdade que a maior superioridade, profundidade e amplitude do turco em comparação com o persa como um meio para poesia não foi percebida por todos […] Nos primeiros dias da minha juventude, comecei a perceber algumas joias do tinteiro da minha boca. Essas joias ainda não se tinham tornado uma sequência de versos, mas joias do mar da consciência que eram dignas de serem colocadas numa sequência de versos, começaram a chegar à costa, graças à natureza do mergulhador. Depois cheguei à idade da compreensão e Deus (cujos louvores eu recito e que sejam louvados!) incutiram em mim sensibilidade e atenção e um desejo pelo único. Percebi a necessidade de pensar nas palavras em turco. O mundo que me apareceu era mais sublime do que 18 000 mundos e o seu céu adornado, que me foi dado a conhecer, era mais alto do que nove céus. Lá encontrei um tesouro de superioridade e excelência no qual as pérolas eram mais brilhantes do que as estrelas. Entrei no jardim de rosas. As suas rosas eram mais esplêndidas do que as estrelas do céu, o seu solo sagrado não tinha sido tocado por mãos ou pés e as suas miríades de maravilhas estavam a salvo do toque de outras mãos. | ” |

## Legado
Quase imediatamente após a morte de Navoi, outros escritores começaram a usar o turco nas suas obras. Um século mais tarde, Babur (1483–1530), o fundador do Império Mogol indiano e descendente de Tamerlão, escreveu a sua famosa autobiografia em língua chagatai, onde refere a sua admiração por Navoi. O poeta azerbaijano Fuzuli de Bagdade (c. 1483–1556), que desde há vários séculos é um dos poetas mais apreciados do mundo turcófono, foi um fortemente influenciado por Navoi. No Império Otomano, era frequente os escritores em turco otomano estudarem as obras de Nava'i e tomarem os seus poemas como modelo. Apesar de ter usado uma variante diferente de turco, é inquestionável que o grande poeta de Herate serviu como catalisador da evolução da poesia otomana. O sultão otomano Solimão, o Magnífico (r. 1520–1566), foi outro admirador de Navoi e adquiriu os livros Divan-i Neva'i, Khamsa e Muhakamat para a sua biblioteca pessoal. Com o surgimento dos grandes poetas otomanos e azeris, a posição do turco como terceira língua clássica do islão foi consolidada.
Na Ásia Central, a reputação de Nava'i como mestre incomparável da língua chagatai manteve-se incontestável, se é que não aumentou ao longo do tempo. Durante quatros séculos após a sua morte, o chagatai foi a língua literária dos turcos muçulmanos, desde o Volga ao Turquestão chinês. O conservadorismo linguístico dessa língua durante esse tempo pode ser atribuído em parte ao grande prestígio de Nava'i e ao desejo dos escritores de imitar seu estilo e vocabulário. O chagatai sobreviveu à sua utilidade e acabou por dar lugar às línguas que dele descendem, que são as línguas turcas modernas da Ásia Central, como o usbeque, o cazaque e o uigur (ou "novo uigur", anteriormente conhecido como turki oriental para o distinguir do uigur mais antigo), num processo similar ao ocorrido na Europa, onde o latim foi substituído pelas línguas românicas modernas.
O facto de a língua chagatai ter deixado de ser usada no início do século XX não afetou a alta reputação e popularidade de Nava'i entre os turcos em geral, onde quer que eles vivam, desde Istambul até Ürümqi, passando por Tabriz (Irão), Cazã (Rússia) e por toda a Ásia Central e Afeganistão. A reverência a Nava'i é ainda mais acentuada entre os muçulmanos da antiga União Soviética e da China, para quem, segundo alguns estudiosos, ele é uma espécie de "Chaucer, Dante, Cervantes e Shakespeare num só", pois tal como Dante e Chaucer fizeram, sozinhos, em relação ao italiano e ao inglês, Nava'i tornou o chagatai uma das grandes línguas literárias mundiais e não é imaginável que vá haver algum tempo em que as suas obras deixem de ser lidas.
Alisher Navoiy é considerado o poeta nacional do Usbequistão, onde tem uma província e uma cidade com o seu nome, além de numerosos organizações e locais, como avenidas e praças também terem o seu nome. Os escritores e poetas usbequistaneses continuam a inspirar-se nos seus trabalhos.